# Norovyn Altankhuyag
Norovyn Altankhuyag (en mongol : Норовын Алтанхуяг), né le 20 janvier 1958 à Ulaangom, est un homme politique mongol, président du Parti démocrate et Premier ministre du 10 août 2012 au 5 novembre 2014.

## Biographie
Altankhuyag est titulaire d'un diplôme de physique de l'université d'État de Mongolie.
Il entre en politique au moment de la révolution démocratique de 1990 et est élu au Parlement. Ministre de l'Industrie et de l'Agriculture entre 1996 et 2000, il dirige également le ministère des Finances de 2004 à 2006. En 2008, il est élu chef du Parti démocrate et devient premier vice-Premier ministre dans le gouvernement de coalition avec le Parti populaire mongol et dirigé par le Premier ministre Sanjaagiin Bayar. Lorsque ce dernier annonce sa démission pour raison de santé le 26 octobre 2009, Altankhuyag assure l'intérim jusqu'à l'élection de Sükhbaataryn Batbold par le Grand Houral d'État le 29 octobre.
Lors des élections législatives du 28 juin 2012, le Parti démocrate obtient 31 sièges. Le 10 août suivant, Altankhuyag devient Premier ministre et forme son gouvernement avec la coalition de la Justice, une alliance électorale qui regroupe principalement le Parti populaire révolutionnaire mongol de l'ancien président de la République Nambaryn Enkhbayar.
Après plusieurs semaines d'instabilité politique marquée par la démission de sept ministres et des accusations d'incompétence, de corruption et de népotisme à son encontre, Altankhuyag est renversé par un vote du parlement le 5 novembre 2014. Le vice-Premier ministre Dendev Terbishdagva devient Premier ministre par intérim. Le même mois, Chimed Saikhanbileg est investi au poste de premier ministre. Altankhuyag perd aussi la direction du parti au profit de Zandaakhüügiin Enkhbold.
Lors des élections législatives de juillet 2016, le Parti démocrate est balayé et n'obtient que 9 sièges, contre 65 au PPM. Altankhuyag n'est pas réélu au Grand Houral,.